# Torben Liebrecht
Torben Liebrecht es un actor alemán, conocido por haber interpretado a Franz Faber en la serie X Company.

## Biografía
Se graduó de la escuela con el "Abitur" (el máximo certificado de estudios alemán).
Estudió dirección de cine en el Munich Academy for Television and Film (HFF München).

## Carrera
En 1997 se unió al elenco de la serie Die Schule am See donde dio vida a Karl von Sassnitz, hasta 1998.
En 1998 apareció como invitado en la popular serie polcíaca Kommissar Rex donde interpretó a Stefan Dorner.
En el 2001 interpretó a Thomas "Tomski" Quinn Curtiss en la serie Die Manns - Ein Jahrhundertroman.
En el 2003 se unió al elenco de la película Luther, donde interpretó al emperador Carlos I de España.
En el 2012 se unió al elenco de la serie Die wilden Kerle donde interpretó a Erol Yildiz.
En el 2013 apareció en un episodio de la serie Tatort donde dio vida a Joachim Bentele, un año más tarde apareció nuevamente en la serie ahora interpretando a Marcus Pracht en el episodio "Todesspiel".
En el 2014 apareció como invitado en la serie de detectives Polizeiruf 110 donde interpretó al doctor Christian Strobl en el episodio "Smoke on the Water": anteriormente había aparecido en la serie en el 2004 como Friedrich Welfen durante el episodio "Barbarossas Rache", y en el 2000 cuando dio vida a Karl Kaminski durante el episodio "Blutiges Eis".
En el 2015 se unió al elenco recurrente de la nueva serie X Company, donde interpretó al Oberführer Franz Faber, un soldado alemán que en un primer momento busca atrapar al equipo de agentes de la resistencia pero que luego se une a ellos para espiar a los alemanes, hasta el final de la serie en el 2017.

## Filmografía[1]

### Series de Televisión
| Año         | Título                                   | Personaje                  | Notas                                           |
| ----------- | ---------------------------------------- | -------------------------- | ----------------------------------------------- |
| 2015 - 2017 | X Company                                | Franz Faber                | 24 episodios                                    |
| 2016        | Morgen hör ich auf                       | Rolf "The Wolf" Dannenberg | 4 episodios - miniserie                         |
| 2015        | Homeland                                 | Philipp Becker             | episodio "The Tradition of Hospitality"         |
| 2014        | Polizeiruf 110                           | Dr. Christian Strobl       | episodio " Smoke on the Water"                  |
| 2014        | Alarm für Cobra 11 - Die Autobahnpolizei | Maxim Bohrmann             | episodio "Lackschäden"                          |
| 2013        | Tatort                                   | Joachim Bentele            | episodio "Macht und Ohnmacht"                   |
| 2012        | Die wilden Kerle                         | Erol Yildiz                | 13 episodios                                    |
| 2012        | Countdown - Die Jagd beginnt             | Matthias Bröckmann         | episodio "Die Polizistin"                       |
| 2011        | Danni Lowinski                           | Martin Berg                | episodio "Falsche Wahl"                         |
| 2010        | Stolberg                                 | Ingo Schober               | episodio "Familienbande"                        |
| 2010        | Kommissarin Lucas                        | Christian Wehring          | episodio "Aus der Bahn"                         |
| 2008        | Die Patin - Kein Weg zurück              | Matz                       | 3 episodios - miniserie                         |
| 2007        | Die Familienanwältin                     | Daniel Lösche              | episodio "Leben & Sterben"                      |
| 2007        | Verrückt nach Clara                      | Anton                      | 5 episodios                                     |
| 2005        | Wilde Engel                              | Edgar                      | episodio "Drei Engel für ein Halleluja"         |
| 2001        | Die Manns - Ein Jahrhundertroman         | Thomas Quinn Curtiss       | episodio "Teil 2"                               |
| 2001        | Unterwegs zur Familie Mann               | Thomas Quinn Curtiss       | episodio "Die Kinder des Zauberers" - miniserie |
| 2001        | Im Namen des Gesetzes                    | Thomas Stamm               | episodio "Feuertod"                             |
| 2000        | Wolffs Revier                            | Philipp                    | episodio "Der Yankee Bomber"                    |
| 2000        | Der letzte Zeuge                         | Funcionario                | episodio "Der vierte Mann"                      |
| 2000        | Monsignor Renard                         | Alois                      | 4 episodios - miniserie                         |
| 1999        | Delta Team - Auftrag geheim!             | Thomas Prang               | episodio "Headhunter"                           |
| 1998        | Kommissar Rex                            | Stefan Dorner              | episodio "Tod eines Schülers"                   |
| 1998        | Der letzte Zeuge                         | Branco                     | episodio "Papilein"                             |
| 1998        | Heimatgeschichten                        | Bobo                       | episodio "Feinde fürs Leben"                    |
| 1997 - 1998 | Die Schule am See                        | Karl von Sassnitz          | 15 episodios                                    |
| 1996        | Doppelter Einsatz                        | Heiner                     | episodio "Nachtvögel"                           |

### Películas
| Año  | Título                 | Personaje    | Notas |
| ---- | ---------------------- | ------------ | --- |
| 2016 | Die Turnschuh-Giganten | Rudi Dassler | junto a Ken Duken, Florian Bartholomäi, David C. Bunners & Alexander Cudreasov                                         |
| 2015 | Die kalte Wahrheit     | Dirk         | junto a Petra Schmidt-Schaller, Rainer Bock, Ann-Kathrin Kramer & Michael A. Grimm                                     |
| 2014 | Wir waren Könige       | Lennard      | junto a Frederick Lau, Hendrik Duryn, Jorres Risse, Thomas Thieme, Ronald Zehrfeld & Misel Maticevic                   |
| 2003 | Luther                 | Charles V    | junto a Joseph Fiennes, Alfred Molina, Peter Ustinov, Bruno Ganz, Uwe Ochsenknecht, Mathieu Carrière & Benjamin Sadler |
| 2002 | Deathwatch             | Friedrich    | junto a Jamie Bell, Laurence Fox, Kris Marshall, Matthew Rhys, Andy Serkis & Hugo Speer                                |

### Director, Guionista&Montador
| Año  | Título                                              | Notas                                 |
| ---- | --------------------------------------------------- | ------------------------------------- |
| 2007 | Wie es bleibt                                       | director & guionista                  |
| 2003 | Verkauftes Land                                     | ayudante de dirección                 |
| 2003 | Hidalgo: Driving The Car... Family                  | (videoclip) - director & montador     |
| 2003 | Dirk Darmstaedter & Bernd Begemann: Lack Of A Lover | (videoclip) - director & montador     |
| 2002 | Me And Cassity : No. 1 Single                       | (videoclip) - director & montador     |
| 2001 | Jud Süß - Ein Film als Verbrechen?                  | ayudante de dirección                 |
| 2001 | Freunde                                             | corto - primer asistente del director |

## Premios y nominaciones
| Año  | Categoría                                                                                  | Premio                | Serie     | Resultado |
| ---- | ------------------------------------------------------------------------------------------ | --------------------- | --------- | --------- |
| 2016 | Best Performance by an Actor in a Featured Supporting Role in a Dramatic Program or Series | Canadian Screen Award | X Company | Ganó      |